# 郭維寧 (萬曆進士)
郭維寧（1560年4月13日—17世紀），字德甫，號鶴野，河南開封府祥符縣人，明朝政治人物。

## 生平
郭維寧是萬曆十年（1582年）壬午科河南鄉試舉人，十七年（1589年）成進士，先在工部觀政，十八年（1590年）獲授棗強知縣，施政恩威並行，又重修縣志，後陞戶部主事，二十四年（1596年）前往江西負責鹽兌，二十六年（1598年）負責管理通州草場，同年陞戶部員外郎，二十七年（1599年）再陞戶部郎中，不久因病辭官。

## 家族
曾祖郭善，壽官；祖父郭鉞；父郭松，引禮舍人。

## 引用
1. 1 2 3  《萬曆十七年己丑科進士履歷便覽》：郭維寧，曾祖善，壽官；祖鉞；父松，引禮舍人。鶴野，詩五房，庚申三月十九日生，祥符縣人，壬午鄉試，三甲二百十六名，工部政，庚寅六月授直隸棗強知縣，乙未陞戶部主事，丙申差江西鹽兌，戊戌通州草場，升員外，己亥升郎中，告病。
2. ↑  嘉慶《棗強縣志·卷十二·循政略》：郭維寧，字德甫，祥符人，萬厯己丑進士，恩威交鬯，續修邑志，陞戶部主事。